# Phyllomacromia paula
Phyllomacromia paula är en trollsländeart som först beskrevs av Karsch 1892.  Phyllomacromia paula ingår i släktet Phyllomacromia och familjen skimmertrollsländor. IUCN kategoriserar arten globalt som livskraftig. Inga underarter finns listade i Catalogue of Life.